# Rivière Chabot
Pour les articles homonymes, voir Chabot.
La rivière Chabot est un tributaire de la rive nord de la rivière Gatineau laquelle se déverse dans la rivière des Outaouais. La rivière Chabot coule d'abord dans territoire non organisé du Lac-De La Bidière, dans la municipalité régionale de comté (MRC) de Antoine-Labelle, dans la région administrative des Laurentides, au Québec, au Canada.

## Géographie
Les bassins versants voisins de la rivière Chabot sont :
- côté nord : rivière Fortier ;
- côté est : rivière Choquette ;
- côté sud : rivière Gatineau ;
- côté ouest : rivière Gatineau.

Le lac Lawton (jadis désigné lac Lemanceau) constitue le plan d'eau principal de la rivière Chabot.
La rivière Chabot coule généralement vers le sud-est. Son principal affluent est la rivière Choquette.
La rivière Chabot se déverse dans un coude de la rivière sur la rive nord de la rivière Gatineau.

## Toponymie
Le toponyme rivière Chabot a été officialisé le 5 décembre 1968 à la Commission de toponymie du Québec.